# بيير فلاميون
بيير فلاميون (بالفرنسية: Pierre Flamion)‏ (13 ديسمبر 1924 في موهون - 3 يناير 2004 في ديجون) لاعب ومدرب كرة قدم فرنسي راحل كان يجيد اللعب في مركز المهاجم .

## المسيرة الرياضية الرياضية
بدأ فلاميون مسيرته الرياضية في نادي ريمس سنة 1944 وساهم في فوزه ببطولة دوري الدرجة الأولى سنة 1949 وبطولة كأس فرنسا سنة 1950. في نفس السنة انتقل إلى نادي مرسيليا وفي سنة 1951 انتقل إلى نادي ليون وفي سنة 1954 انتقل إلى نادي تروا وأخيرا استقر في نادي ليموج سنة 1957 حيث اعتزال لعب كرة القدم نهائيا سنة 1958.
على المستوى الدولي شارك مع منتخب فرنسا في 17 مباراة مسجلا 8 أهداف في الفترة من 1948 إلى 1953.
في سنة 1957 اتجه إلى مهنة التدريب حيث كان أول نادي هو نادي ليموج واستمر فيه 5 سنوات . تم تنقل بين أندية تشاومونت (مرتين) ، ميتز، تروا (مرتين) ، ريمس، وثيونفيل من سنة 1962 إلى سنة 1993 من دون تحقيق أي انجاز .

## روابط خارجية
- بيير فلاميون على موقع قاعدة بيانات كرة القدم.إي يو (الإنجليزية)
- بيير فلاميون على موقع ليكيب (الفرنسية)
- بيير فلاميون على موقع ناشيونال فوتبول تيمز (الإنجليزية)
- بيير فلاميون على موقع عالم كرة القدم.نت (الإنجليزية)